# Tòpics horacians
Els tòpics horacians són temes i expressions literàries que es troben en les obres del poeta llatí Horaci, i que han esdevingut tòpics literaris o llocs comuns de la literatura.

## Aurea Mediocritas
L'Oda II, X és el poema que ens ha transmès el tòpic de l'aurea mediocritas, és a dir el tòpic basat en el 'terme mitjà', en el qual, segons Aristòtil, es troba la virtut.
| « | Auream quisquis mediocritatem diligit, tutus... | » |

La 'mediocritat daurada', literalment, consisteix a concebre la mitjania de les coses, és a dir, l'intermedi entre els extrems com a instrument per a assolir la felicitat. Això vol dir que cal molt poc per ésser feliç. Horaci deia i entenia la paraula mediocritas com a positiva, i no pas amb el sentit pejoratiu que pot tenir en l'actualitat. Mediocritas era un mot que, segons el poeta de Venosa, indicava perfectament el concepte de conformitat, d'equilibri, de punt mitjà. La conformitat i l'austeritat material formaven un altre pilar fonamental d'aquesta filosofia introduïda per l'autor llatí. Si hom acceptava el que tenia i s'hi conformava sense tenir grans ambicions que anessin més lluny del que pogués aconseguir i mantenia els peus a terra aspirant a coses reals, podia arribar a ser feliç, perquè aconseguia el que volia i no se n'enduia desenganys. En canvi, qui aspirava a coses que quedaven molt lluny del seu abast acabava esdevenint molt desgraciat perquè veia les seves ambicions frustrades. Aquest tòpic té el seu origen en el corrent filosòfic dels epicuris i dels estoics. Aquests dos corrents confluïen en un mateix punt: pensaven que l'única manera d'assolir la felicitat era mitjançant la mort. La matèria era la que proporcionava als humans la infelicitat en tant que aquesta era la responsable dels patiments i de tots els estats d'ànim deplorables. Per tant, si s'eliminava la matèria, s'eliminava el dolor i, en conseqüència, la infelicitat. Però Horaci no creia que el mitjà per aconseguir aquest objectiu fos la mort, sinó que intentava cercar la manera de viure millor i amb més sensatesa. En l'aurea mediocritas es rebutja l'ambició i l'avarícia, ja que són els dos estats que més corrompen l'ésser humà i més el fan infeliç. A l'Antiga Grècia ja trobem aquest tipus de pensament de res en excés (μηδὲν ἄγαν, la inscripció que hi havia a l'entrada de l'oracle de Delfos), però la filosofia d'Horaci és una filosofia molt personal, basada en la seva pròpia experiència.
A través de l'Humanisme italià, arribà a Espanya i Catalunya l'interès pels clàssics. Fou llavors quan els renaixentistes adaptaren aquest missatge en les seves obres. Fra Luis de León, renaixentista espanyol, descriu aquest motiu a «Oda XXIII - A la salida de la cárcel». Un segle més tard, malgrat el canvi de tendències en la literatura, aquest tòpic es mantingué en un lloc destacat de la literatura barroca:
| «                                                 | En humilde fortuna, más contento, aquí, señor don Juan, la vida paso; ella pasa por mí, yo por el viento. Y como nadie sabe el postrer paso, de toda loca vanidad me río, por no perder el seso como el Taso. | » |
| — Lope de Vega - La novena Epístola (La Filomena) | |   |

A la literatura anglesa l'aurea mediocritas va tenir una forta influència. Més coneguda com a Golden Mean, grans autors van estar influenciats per aquest tòpic de caràcter aristotèlic. A més, no tan sols va tenir repercussió en la literatura, sinó també en la religió anglicana instituïda pel rei Enric VIII d'Anglaterra que té com a base la moderació absoluta. Si més no, el Golden Mean ha passat a ser part de la cultura anglosaxona i és per això que en molts dels seus escriptors des del segle xvi s'entreveu l'aurea mediocritas a les seves obres. Un exemple d'aquesta actitud es pot trobar a The Common Reader de Virginia Woolf, on apareix la citació següent: 
| « | All extremes are dangerous. It is best to keep in the middle of the road, in the common ruts, however muddy. | » |

## Aere perennius– Non omnis moriar
El tòpic de l'aere perennius, 'més durador que el coure', també conegut com a non omnis moriar, és el tòpic literari que apareix per primer cop a l'Oda III, XXX. En aquesta Oda, dirigida a Gai Cilni Mecenes, Horaci proclama la seva immortalitat com a poeta a través de la seva obra des d'una modèstia aparent. Aquest poema representa el colofó dels tres primers llibres d'odes i, per aquest motiu, havia de culminar la seva obra poètica amb un elogi a la seva producció literària pel que fa a la lírica. El motiu d'això era que Horaci volia deixar constància de la seva gran obra poètica i recordar que ell havia aconseguit posar a l'altura de la lírica grega la lírica llatina i que l'havia elevat amb totes les innovacions que havia portat a la literatura llatina, és a dir, als versos llatins, com ell mateix ho diu en els versos 12-16 d'aquesta oda: 
| « | dicar...ex humili potents princeps Aeolium carmen ad italos deduxisse modos | » |

És a dir, que havia estat el primer capaç de poder adaptar els metres eolis als llatins. Tota l'oda tracta d'enaltir-se a ell mateix. Es tracta d'un tòpic que es contraposa al de captatio benevolentiae, que resulta el contrari. Horaci expressa en aquesta oda que se sent orgullós de la seva obra lírica i molt satisfet de què ha fet. La finalitat d'aquest poema és lliurar-se de la mort completa i fer conèixer a la gent el que va fer. En aquest sentit és semblant al tema i funció de l'oda II, 20, però en la III, 30 el missatge està expressat amb més solemnitat i rotunditat. Dos models grecs li serveixen per iniciar la seva oda: Simònides de Ceos i Píndar, on ja hi era la imatge de l'obra literària com a monument de pedra, indestructible davant el vent i la pluja: 
| « | quod non imber edax, non Aquilo impotents possit diruere... | » |

A Catalunya, al marge dels moviments literaris, l'autor mallorquí Miquel Costa i Llobera va dedicar una obra sencera a honorar el poeta llatí, anomenada Horacianes, de la qual es desprèn l'essència de tota mena de tòpics, inclòs l'aere perennius. Tot i així no fou l'únic en rebre la influència d'aquest tòpic. Carles Riba, gran poeta i traductor d'autors clàssics, ens deixà aquests versos en Primer Llibre d'Estances: 
| « | […] fugirà l'ombra, mes ja el meu únic destí serà allò meu que no mor, que morirà amb mi,[…]. | » |

També les Horacianes de Vicent Andrés Estellés són un clar exemple de la pervivència d'Horaci en la literatura catalana:
| «                                         | […]molt més que un temple, bastiria amb les meues paraules, aspres i humils,una marjada com aquelles que vaig veure un dia a mallorca. les pedres, sàviament organitzades, amb una organització ben sòlida, contribueixen a salvar de l'erosió la terra batuda pels vents marins.[…] | » |
| — Vicent Andrés Estellés, Horacianes, LXX | |   |

En la literatura espanyola, va ser Miguel de Unamuno qui va representar a la perfecció la filosofia d'aquest tòpic. Una de les seves cites més cèlebres recull l'essència del missatge horacià: 
| « | Porque no quiero morir del todo, y quiero saber si he de morirme o no definitivamente | » |

Posteriorment, en la Generació del 27 trobem també influències horacianes en autors com Jorge Guillén. El llegat del poeta Horaci també arriba a Amèrica del Sud: el poeta mexicà Manuel Gutiérrez Nájera rendeix homenatge al poeta llatí en el seu poema Non Omins Moriar:
| « | ¡No moriré del todo, amiga mía! de mi ondulante espíritu disperso, algo en la urna diáfana del verso, piadosa guardará la poesía | » |

El tòpic aere perennius també influí en poetes anglesos com Shakespeare. En els primers versos del sonet 55, Shakespeare imita el començament de l'Oda 30 del llibre III: 
| « | Not marble nor the gilded monuments Of princes shall outlive this powerful rhyme But you shall shine more bright in these contents Than unswept stone besmeared with sluttish time | » |

Un altre autor anglès influenciat per aquesta oda és Lloyd Mifflin. Aquest poeta del segle xix recorda que, mentre que el rei serà oblidat, el poeta romandrà recordat gràcies a la seva obra:
| «                               | The Poet is the only potentate; His sceptre reaches o'er remotest zones; His thought remembered and his golden tones Shall, in the ears of nations uncreate, Roll on for ages and reverberate When kings are dust beside forgotten thrones | » |
| — Lloyd Mifflin, The Sovereigns | |   |

## Carpe diem
L'expressió carpe diem prové de l'Oda 1,11 d'Horaci: 
| « | Carpe diem quam minimum credula postero | » |

I es tradueix de la següent manera: 'aprofita el dia, no confiïs en el demà'.[1] En aquest poema, el poeta al·ludeix a Leucònoe, filla de Neptú i Telmiste, a qui aconsella despreocupar-se de la vida i divertir-se amb el present sense tenir por del que pot esdevenir-se un futur.
L'expressió carpe diem ha esdevingut un tema recurrent en la literatura occidental com a exhortació a no deixar passar el temps que se'ns ha brindat o a gaudir dels plaers de la vida i deixar de costat el futur, que és incert. Té una especial importància en el Barroc, Renaixement i en el Romanticisme. Així mateix, es pot traduir com 'aprofita el moment', 'viu el moment', és a dir, aprofita l'oportunitat i no esperis a demà, perquè pot passar que demà l'oportunitat ja no existeixi. La seva significació va anar variant des de 'aprofita la vida és curta' fins a 'aprofita les teves capacitats que la vellesa tot ho encalça'.